# Projekt 956 Saryč
Projekt 956 Saryč (v kódu NATO třída Sovremennyj) je třída raketových torpédoborců sovětského námořnictva z doby studené války. Primárně byly navrženy k boji proti hladinovým lodím (zejména americkým svazům letadlových lodí) a vzdušným cílům. Ve službě se tak doplňovaly s protiponorkovými torpédoborci třídy Udaloj. Celkem bylo postaveno 21 jednotek této třídy. Jediným zahraničním uživatelem třídy je Čínská lidová republika.

## Stavba
Všechny torpédoborce projektu 956 postavila loděnice Severnaja Dverf v Leningradu. Vnušitělnyj byl sice stavěn v Nikolajevu, jeho stavba ale byla zrušena. Pro sovětské, později ruské námořnictvo bylo postaveno celkem 17 jednotek. Pro Čínskou lidovou republiku byly v letech 1999–2000 dokončeny dva rozestavěné torpédoborce (projekt 956E) v následně v letech 2002–2006 postaveny ještě dva nové projektu 956EM, který se liší absencí zadní dělové věže a rozšířeným vybavením pro provoz vrtulníků. Celkem jich bylo dokončeno 21 kusů a stavba dalších byla zrušena.
Jednotky projektu 956:
| Jméno                                      | Verze          | Založení kýlu | Spuštěna           | Vstup do služby    | Status                     |
| ------------------------------------------ | -------------- | ------------- | ------------------ | ------------------ | -------------------------- |
| Sovremennyj                                | projekt 956    | 1976          | 18. listopadu 1978 | 4. ledna 1981      | Vyřazen 1998.              |
| Otčajannyj                                 | projekt 956    | 1977          | 29. března 1980    | 30. září 1982      | Vyřazen 1998.              |
| Otličnyj                                   | projekt 956    | 1978          | 21. března 1981    | 29. září 1983      | Vyřazen 1998.              |
| Osmotritělnyj                              | projekt 956    | 1978          | 23. dubna 1982     | 30. září 1984      | Vyřazen 1998.              |
| Bezuprečnyj                                | projekt 956    | 1981          | 30. července 1983  | 16. listopadu 1985 | Vyřazen 2001.              |
| Bojevoj                                    | projekt 956    | 1982          | 4. srpna 1984      | 28. září 1986      | Vyřazen 2010.              |
| Stojkij                                    | projekt 956    | 1982          | 27. července 1985  | 30. prosince 1986  | Vyřazen 1998.              |
| Okrylennyj                                 | projekt 956    | 1983          | 31. května 1986    | 30. prosince 1987  | Vyřazen 1998.              |
| Burnyj                                     | projekt 956    | 1983          | 30. prosince 1986  | 30. září 1988      | V rezervě (2018).          |
| Gremjaščij                                 | projekt 956    | 1984          | 30. května 1987    | 30. prosince 1989  | Vyřazen 2006.              |
| Bystryj                                    | projekt 956    | 1985          | 28. listopadu 1987 | 30. září 1989      | Aktivní.                   |
| Rastoropnyj                                | projekt 956    | 1986          | 4. června 1988     | 30. prosince 1989  | Vyřazen 2012.              |
| Bezbojazněnnyj                             | projekt 956    | 1987          | 18. února 1989     | 23. prosince 1990  | V rezervě (2018).          |
| Gremjašij (ex Bezuděržnyj)                 | projekt 956    | 1987          | 30. září 1989      | 30. prosince 1991  | Vyřazen 2012.              |
| Bespokojnyj                                | projekt 956    | 1987          | 22. února 1992     | 29. prosince 1993  | V rezervě (2018).          |
| Nastojčivyj (ex Moskovskij komsomolec)     | projekt 956    | 1988          | 1992               | 27. března 1993    | Aktivní.                   |
| Admiral Ušakov (ex Besstrašnyj)            | projekt 956    | 1988          | 1992               | 17. dubna 1994     | Aktivní.                   |
| Vnušitělnyj                                | projekt 956    | 1983          | –                  | –                  | Stavba zrušena 1987.       |
| Bujnyj                                     | projekt 956    | 1991          | –                  | –                  | Stavba zrušena 1995.       |
| Chang-čou (ex Jekatěrinburg, ex Važnyj)    | projekt 956E   | 1988          | 23. května 1999    | 25. prosince 1999  | Prodán ČLR, aktivní.       |
| Fu-čou (ex Alexandr Něvskij, ex Vdumčivyj) | projekt 956E   | 1989          | 16. dubna 1999     | 25. listopadu 2000 | Prodán ČLR, aktivní.       |
| Tchaj-čou (ex Vnušitělnyj)                 | projekt 956EKM | 2002          | 27. dubna 2004     | 28. prosince 2005  | Postaven pro ČLR, aktivní. |
| Ning-po (ex Večnyj)                        | projekt 956EKM | 2002          | 23. července 2004  | 1. srpna 2006      | Postaven pro ČLR, aktivní. |

## Konstrukce

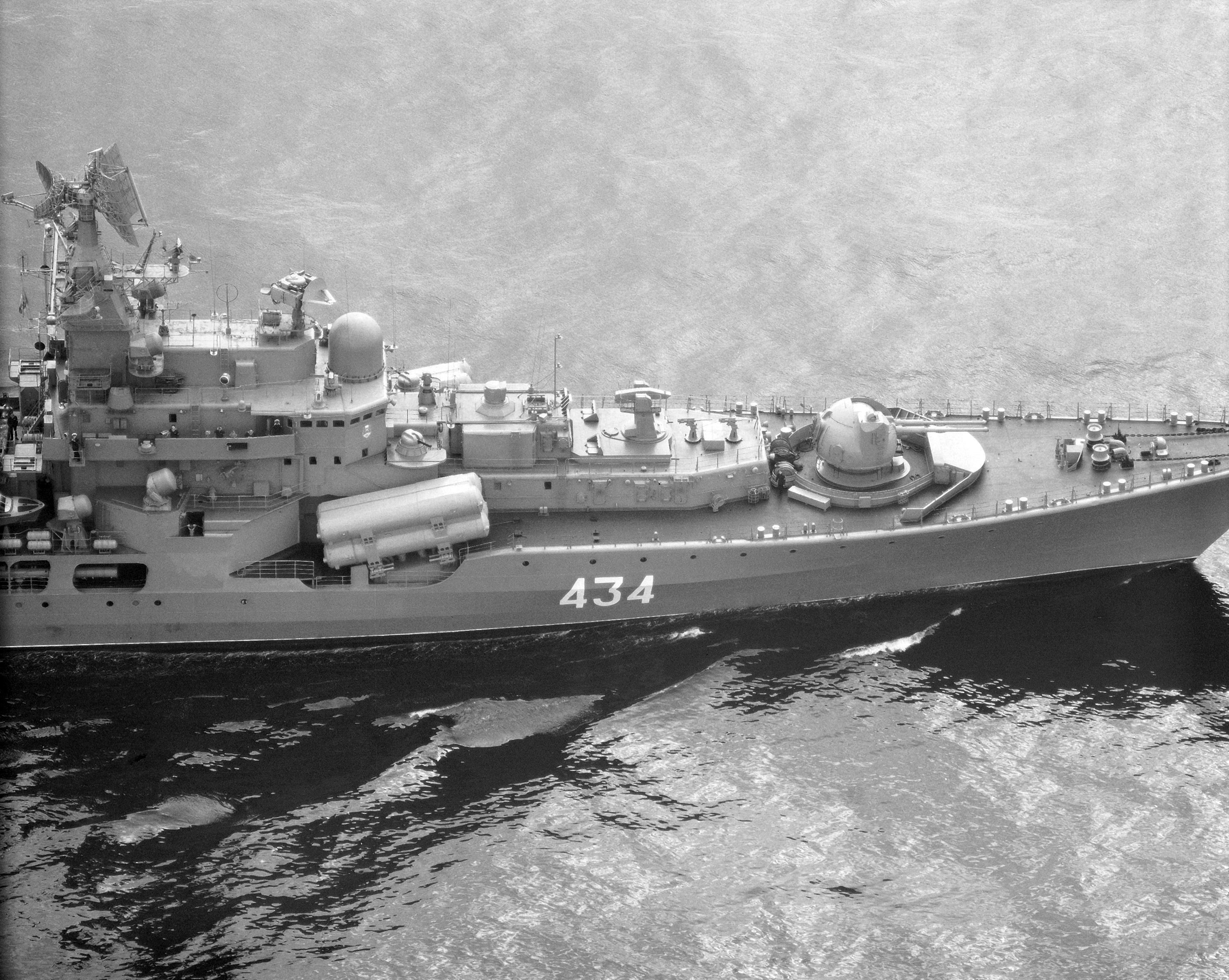
Příď torpédoborce Otličnyj

Pro torpédoborce této třídy byl převzat trup křižníků třídy Kresta II. Hlavňovou výzbroj tvoří dva dvouhlavňové 130mm kanóny AK-130, umístěné v dělových věžích na přídi a na zádi. Hlavní údernou výzbroj představují dva čtyřnásobné kontejnery nadzvukových protilodních střel P-270 Moskit (v kódu NATO SS-N-22 Sunburn) s dosahem 120 km. K obraně proti letadlům slouží dvě jednoduchá odpalovací zařízení řízených střel Uragan (v kódu NATO SA-11 Gadfly) s dosahem 30 kilometrů a zásobou 48 střel. K zajištění blízké obrany slouží čtyři systémy AK-630 s 30mm rotačním kanónem. K ničení ponorek slouží dva dvojité 533mm torpédomety a dva raketové vrhače hlubinných pum RBU-1000 Smerč-3. Ve výzbroji byly také dva 55mm granátomety MRG-1. Na palubě se dále nachází přistávací plošina pro vrtulník Ka-27B. Jeho hlavním úkolem bylo navádění protilodních střel. Neseno mohlo být též 22 námořních min.
Pohonný systém tvoří dvě parní turbíny GTZA-674 a čtyři kotle KVN98/64 (nebo KVG-3), pohánějící dva lodní šrouby. Výkon pohonného systému je 100 000 hp. Nejvyšší rychlost je 32 uzlů. Dosah je 3920 nám. mil při rychlosti 18 uzlů.